# Henri Adam
Henri Adam (né le 25 août 1864 à Rouen et mort le 7 septembre 1917 à Mont-Saint-Aignan) est un peintre paysagiste et aquarelliste français.

## Biographie
Bien qu'il ait suivi des cours à l’École des Beaux-Arts de Rouen sous la direction du peintre Philippe Zacharie durant sa formation, il ne se consacre à son art qu'à l'âge de 45 ans, car ses fonctions de professeur de dessin et de peinture au Collège de Normandie lui laissent suffisamment de temps libre pour se consacrer à l'art, notamment à l'aquarelle.
S'il était peu engagé avant cette époque, mais qu'il peignait régulièrement des aquarelles et réalisait des dessins au fusain, il était au début de sa carrière employé de banque au Comptoir d'escompte de Rouen et trompettiste dans l'orchestre du Théâtre des Arts.
Sa préférence pour l'aquarelle est due au fait qu'elle lui permettait de capter ses impressions immédiates avec de petits moyens. Il a réussi à capturer l'atmosphère du moment avec seulement de légères touches de papier. Il trouve ses motifs principalement sur les côtes et dans les paysages de Bretagne et de Normandie, ainsi que dans les rues de sa ville natale de Rouen.
Il est inhumé au cimetière monumental de Rouen.

## Distinctions
- Officier d'académie (1912)[3].